# District de Haïfa

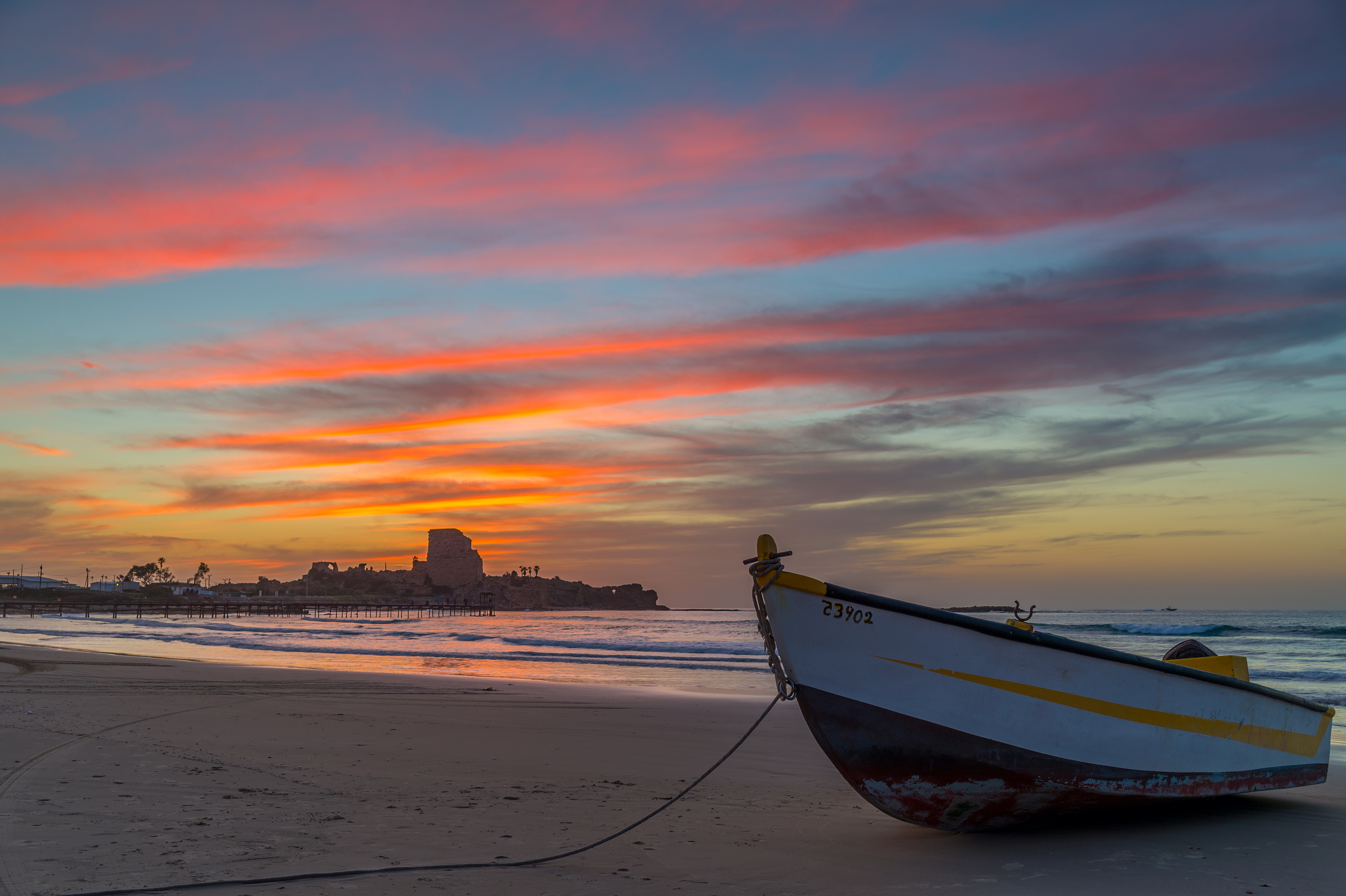
Château Pèlerin, dans le district de Haïfa. Janvier 2017.

Le district de Haïfa  est un des six districts israéliens. En 2007, la population se compose de 71,27 % de Juifs, 18,81 % de musulmans, 1,78 % chrétiens, 2,52 % de Druzes et 4,9 % de populations non classifiées. Sa superficie est de 863 km2. Sa capitale est Haïfa.

## Subdivisions
| Sous-districts | Villes | Conseil local | Conseil régional                                 |
| -------------- | --- | --- | ------------------------------------------------ |
| Haifa          | - Haïfa - Ir ha-Karmel - Nesher - Kiryat-Ata - Kiryat-Bialik - Kiryat Motzkin - Kiryat Yam - Tirat-Carmel | - Kiryat Tivon - Réhassim | - Hof HaCarmel (partiellement) - Zevouloun       |
| Hadera         | - Baqa-Jatt - Hadera - Or Aqiva - Umm al-Fahm                                                             | - Ar'ara - Basma - Binyamina-Guivat Ada - Césarée (gestion privée) - Fureidis - Jisr az-Zarqa - Kafr Qara - Ma'ale Eiron - Pardes Hanna-Karkur - Qatsir-Harix - Zikhron Yaaqov | - Alona - Hof HaCarmel (partiellement) - Menashe |